# Special Olympics World Winter Games 2009
Die 9. Special Olympics World Winter Games fanden vom 7. bis 13. Februar 2009 in Boise in Idaho, USA, statt. Die Spiele waren die bis dahin größte Sportveranstaltung in Idaho.

## Sportarten und Wettkampfstätten
Bei der Veranstaltung waren sieben Sportarten vertreten:
- Skilanglauf
- Hallenhockey: Boise (Expo Idaho)
- Ski Alpin: Boise (Bogus Basin Ski Resort)
- Eiskunstlauf: Boise (Qwest Arena)
- Eisschnelllauf: Boise (Idaho Ice World)
- Schneeschuhlaufen: Sun Valley (Sun Valley Nordic Center)
- Snowboard: Sun Valley (Dollar Mountain)[2]

## Teilnehmer

Butch Otter und Lori Otter, Gouverneur und First Lady von Idaho, eröffnen die Spiele

Manche Quellen geben an, es hätten 2500 Athleten teilgenommen, andere sprechen von mehr als 3000. Die Zahl der teilnehmenden Länder variiert zwischen 85 und 100. Je nach Quelle sorgten 4700 bis 6000 freiwillige Helfer und 800 Organisatoren für die reibungslose Gestaltung. Die Spiele waren die bis dahin größte Sportveranstaltung in Idaho. Ihre Bedeutung wurde von der Fachwelt gewürdigt: Beim Treffen TEAMS 2009, der größten Zusammenkunft der Organisatoren von Sportveranstaltungen in New Orleans, erhielten die Special Olympics World Winter Games Auszeichnungen als Sportereignis des Jahres und Beste Amateur-Multisportveranstaltung. Damit schlugen sie Veranstaltungen wie die Olympischen Sommerspiele 2008 oder Super Bowl XLIII.
Einer der Weltbotschafter der Spiele war der aus Australien stammende Basketball- und Softballspieler Andy Williams, der bereits seit 11 Jahren an Special Olympics Wettkämpfen teilgenommen hatte.
Die deutsche Delegation unter der Leitung von Special-Olympics-Deutschland-Direktor Thomas Reinecke war mit 114 Mitgliedern die zweitgrößte. Sie beteiligte sich an Wettkämpfen in sechs der sieben Sportarten. Abfahrtsläufer René Galler war Athletensprecher der Delegation. Vertreter des Sportausschusses des Deutschen Bundestages und des Bundesministerium des Innern begleiteten die Sportler.
Irland nahm mit acht Athleten und fünf Trainern teil und errang zahlreiche Medaillen.
Die Direktorin von Special Olympics Tadschikistan Dilbar Sharipova gab die Teilnahme der beiden Alpinskiläufer Rustam Mahmoudov und Firdavx Murodov aus Takob im Distrikt Varzob bekannt. Wegen mangelnder finanzieller Unterstützung könnten die beiden Athleten nur mit einer ungenügenden Ausrüstung zu den Wettbewerben antreten.
Aus Neuseeland kamen elf Athleten. Snowboarder Robin Matthew und Alpinskifahrer Thomas van der Lugt gewannen beide eine Goldmedaille, und das Team erkämpfte sich außerdem fünf Silbermedaillen und eine Bronzemedaille.

## Programm

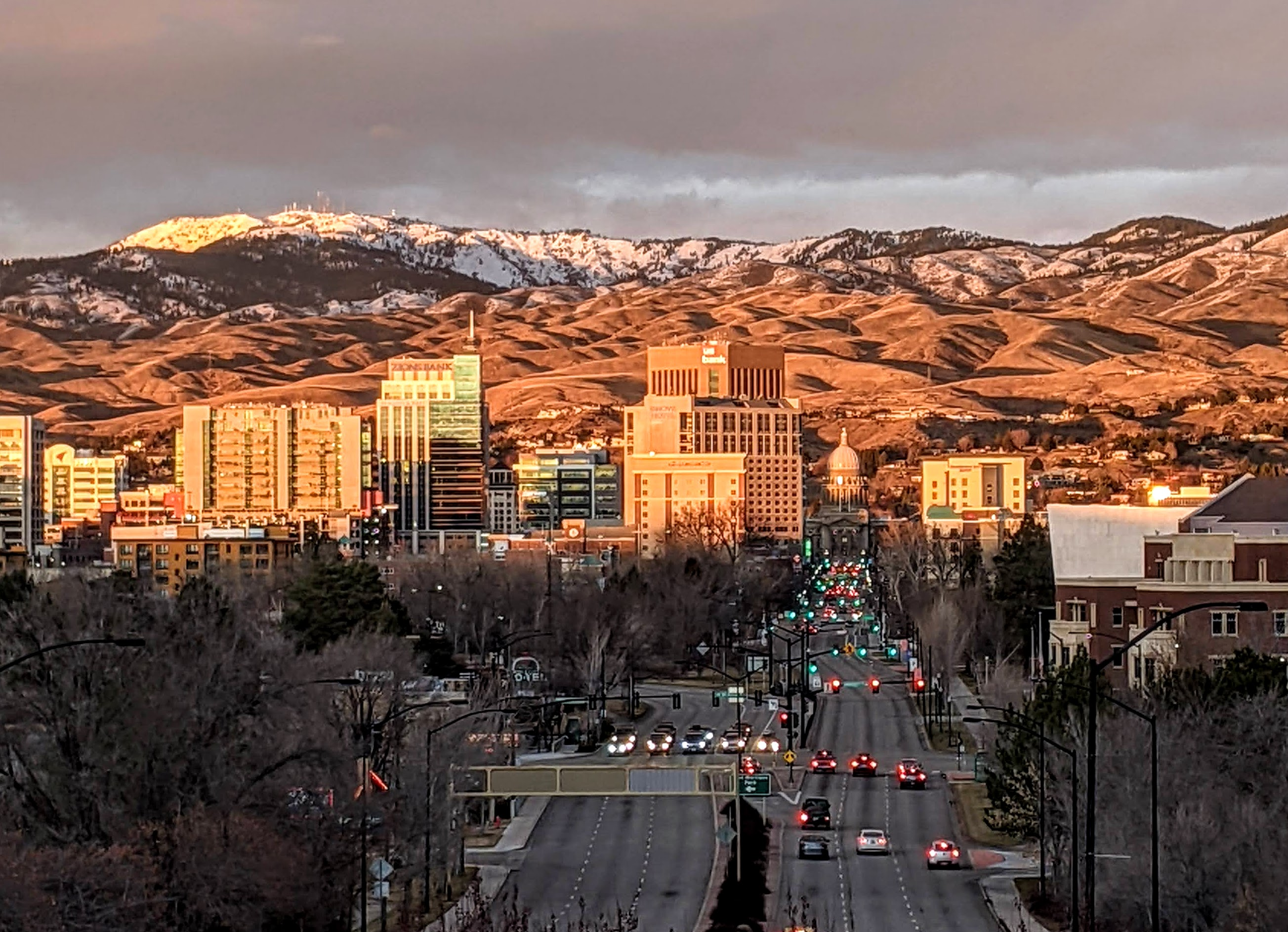
Boise, Hauptstadt des Bundesstaates Idaho, Austragungsort der Special Olympics World Winter Games 2009

Drei Monate vor der Eröffnung der Spiele begann der Fackellauf (englisch: Torch Run) mit der Flamme der Hoffnung. Er führte über 60.000 km durch fünf Kontinente und dreizehn Städte. Die Fackel wurde in Athen entzündet und von Special-Olympics-Athleten aus der ganzen Welt weiter getragen. Die einzelnen Stationen waren:
• Athen, Griechenland
• Warschau, Polen
• Dubai, Vereinigte Arabische Emirate
• Johannisburg, Südafrika
• Neu Delhi, Indien
• Shanghai, China
• San Jose, Costa Rica
• New York City
• Miami, Florida
• Los Angeles, Kalifornien
• Washington
• Boise, Idaho
Am 7. Februar 2009 kam die Flamme in Boise an. In der Eröffnungsfeier, die im Idaho Center in Nampa stattfand, wurde für die Dauer der Spiele das olympische Feuer entzündet.
Das Gesundheitsprogramm Healthy Athlets war Teil des Angebots der Winterspiele. Gesundheitsexperten untersuchen kostenlos die Athleten in medizinischen Bereichen wie Augenheilkunde, führen Hörtests durch, prüfen den Zustand der Zähne und geben Ratschläge zu Gesundheit und Ernährung.
Zahlreiche bekannte Persönlichkeiten waren Gäste der Spiele. Vizepräsident Joe Biden war beim Eiskunstlauf anwesend, überreichte Medaillen und traf Athleten und ihre Familien. Ehrengast war Gouverneur Arnold Schwarzenegger, dessen Schwiegermutter Eunice Kennedy Shriver 40 Jahre zuvor Special Olympics gegründet hatte.

## Finanzierung
Im September 2008 fand in Boise eine große Spendengala mit Prominenten statt. Der Schauspieler und Regisseur Henry Winkler versammelte unter anderem die Schauspielerin Sharon Stome, die Grammy-Gewinnerin Jennifer Holiday, den Schauspieler Scott Glenn sowie den Präsidenten von Special Olympics Timothy Shriver um sich, um zur Finanzierung der Special Olympics World Winter Games beizutragen.
Walmart steuerte 1,6 Millionen Dollar bei. Damit wurden unter anderem Busse finanziert, die mit einem sehr schwefelarmen Dieselkraftstoff betrieben wurden, einer umweltfreundlichen Alternative zu Biodiesel und Gas. Außerdem trug die Spende zur Implementierung eines Recycling-Programms bei, das auf eine Wiederverwertung von 50 % der verwendeten Materialien und die Verwendung regionaler Produkte für die Verpflegung abzielte.
Auch Coca Cola unterstützte die Weltspiele.

## Motto
Das Motto lautete Be a Fan.